# Laurent Léger
Pour les articles homonymes, voir Léger.
Laurent Léger est un grand reporter français, né le 3 avril 1966. 

## Biographie
Il a travaillé 12 ans à Paris Match comme grand reporter avant d'intégrer la rédaction du Parisien puis de collaborer au Point. 
Il a été le rédacteur en chef du site d'information Bakchich jusqu'en février 2009. 
Chargé des enquêtes à Charlie Hebdo, il est l'un des rares rescapés de l'attentat visant le journal. Après avoir participé au numéro des survivants, il s'arrête ultérieurement pour longue maladie, et considère « qu'avec le recul, Charlie aurait dû s’arrêter après le numéro des survivants. ».  Il a aussi dirigé des ouvrages pour le département Enquêtes et documents des maisons d'édition Plon, Flammarion et Max Milo.
En février 2018, il quitte Charlie Hebdo et rejoint la rédaction de L'Express comme rédacteur en chef chargé de l'investigation. Après la suppression du service Investigation par Alain Weill, il est engagé à Libération comme grand reporter au service Enquêtes.

## Révélations
Les journalistes d'investigation Denis Demonpion et Laurent Léger relatent dans leur livre paru le mardi 10 avril 2012 des secrets concernant la santé des chefs de l’État sous la Ve République. En outre, les témoignages recueillis auprès des proches affirmeraient que François Mitterrand aurait bénéficié d'un accompagnement à la mort, le 8 janvier 1996, par une « injection » par « voie intraveineuse » afin de soulager ses souffrances.
Le 9 janvier 2015, deux jours après l'Attentat contre Charlie Hebdo, Laurent Léger reçoit dans un courrier anonyme la liste complète des 427 actionnaires d'Uramin, qu'il transmet à des journalistes et aux enquêteurs de la brigade financière. Cette liste est ensuite révélée par Mediapart en février 2016.

## Publications
- Trafics d'armes, enquête sur les marchands de mort, Flammarion, 2006
- Claude Chirac, enquête sur la fille de l'ombre, Flammarion, 2007
- Cécilia, la face cachée de l'ex-Première dame, cosigné avec Denis Demonpion, Pygmalion, 2008
- Tapie-Sarkozy, les clefs du scandale, cosigné avec Denis Demonpion, Pygmalion, 2009
- 25 ans dans les services secrets, cosigné avec Pierre Siramy, Flammarion, 2010
- Tout le monde aime Liliane. Les aventures de Liliane Bettencourt, BD-enquête cosignée avec le dessinateur Riss, éditions Les Échappés, 2011
- Le Dernier Tabou. Révélations sur la santé des présidents, cosigné avec Denis Demonpion, Pygmalion, 2012  (ISBN 978-2756405780)

## Ouvrages dirigés
- Canal Sarkozy. Le président et la télé, deux ans d'histoires secrètes, par Frédéric Gerschel et Renaud Saint-Cricq, Flammarion, 2009
- DSK-Sarkozy, le duel. Biographie comparative, par Alexandre Kara et Philippe Martinat, Max Milo, 2010
- Travail au bord de la crise de nerfs, par Anne Hidalgo, Flammarion, 2010
- France Télévisions, off the record, par Marc Endeweld, Flammarion, 2010
- Voyage au pays des ultra-riches, par Aymeric Mantoux, Flammarion, 2010
- Pierre Bergé, le faiseur d'étoiles, par Béatrice Peyrani, Pygmalion, 2011
- Le livre noir de la gastronomie française, par Aymeric Mantoux, Flammarion, 2011
- Syndicats filous, salariés floués, par Anne-Sophie David et Benoît Broignard, Max Milo, 2012
- La Saga France Inter. Amour, grève et beautés, par Anne-Marie Gustave et Valérie Peronnet, Pygmalion, 2013
- "Ça reste entre nous, hein?" Deux ans de confidences de Nicolas Sarkozy, par Nathalie Schuck et Frédéric Gerschel, Flammarion, 2014
- L'Ambigu Monsieur Macron. Enquête sur un ministre qui dérange, par Marc Endeweld, Flammarion, 2015
- La Face cachée de La Poste. Enquête sur un service public en péril, par Séverine Cazes et Valérie Hacot, Flammarion, 2015
- Un magistrat politique. Enquête sur Jean-Claude Marin, le procureur le plus puissant de France, par Michel Deléan, Pygmalion, 2015
- L'Espion et l'Enfant, par Ian Brossat (avec Valérie Peronnet), Flammarion, 2016
- Dans l'enfer de Montretout, par Olivier Beaumont, Flammarion, 2017
- Profession: agent d'influence, par Philippe Bohn, Plon, 2018
- Edwy Plenel. Coups, intrigues, réseaux: enquête sur un journaliste controversé, par Laurent Huberson, Plon, 2018.
- Laeticia, la vraie histoire, par Laurence Pieau et François Vignolle, Plon, 2018.
- Lettre ouverte à celles qui n'ont pas (encore) d'enfant, par Laure Noualhat, Plon, 2019.
- La France doit savoir - Un flic chargé de la surveillance des islamistes raconte, par Noam Anouar (avec Willy Le Devin), Plon, 2019.
- Les victoires de Daech - Quand nos peurs fabriquent du terrorisme, par Marie Dosé, Plon, 2020.